# Liga Jovem da UEFA de 2014–15
A Liga Jovem da UEFA de 2014–15 foi a segunda temporada da Liga Jovem da UEFA, uma competição de clubes de futebol organizada pela UEFA e disputada pelas equipas sub-19 dos 32 clubes qualificados para a fase de grupos da Liga dos Campeões da UEFA de 2014–15.
A final da Liga Jovem da UEFA de 2014–15 foi disputada no dia 13 de Abril, no Estádio Colovray em Nyon, Suíça. O Chelsea, vencedor da prova, recebeu o Troféu Lennart Johansson (Presidente Honorário da UEFA).

## Fase de Grupos
A Fase de Grupos foi disputada por 32 equipas, dispostas em 8 grupos de 4 equipas consoante o sorteio da Liga dos Campeões da UEFA de 2014–15, realizado em Mónaco no dia 28 de Agosto de 2014.
As equipes jogaram num formato todos contra todos em dois turnos. As duas equipes mais bem classificadas de cada grupo avançaram para os Oitavos de Final.

### Grupo A
| Equipe             | Pts | J | V | E | D | GP | GC | SG |
| ------------------ | --- | - | - | - | - | -- | -- | -- |
| Atlético de Madrid | 15  | 6 | 5 | 0 | 1 | 11 | 5  | +6 |
| Olympiacos         | 13  | 6 | 4 | 1 | 1 | 12 | 4  | +8 |
| Juventus           | 5   | 6 | 1 | 2 | 3 | 5  | 10 | -5 |
| Malmo              | 1   | 6 | 0 | 1 | 5 | 5  | 14 | -9 |

|                    | ATM | JUV | OLY | MAL |
| ------------------ | --- | --- | --- | --- |
| Atlético de Madrid | –   | 1–0 | 0–2 | 3–1 |
| Juventus           | 0–3 | –   | 0–3 | 2–0 |
| Olympiacos         | 1–2 | 1–1 | –   | 2–0 |
| Malmo              | 1–2 | 2–2 | 1–3 | –   |

### Grupo B
| Equipe             | Pts | J | V | E | D | GP | GC | SG  |
| ------------------ | --- | - | - | - | - | -- | -- | --- |
| Real Madrid        | 12  | 6 | 4 | 0 | 2 | 19 | 7  | +12 |
| Liverpool          | 12  | 6 | 4 | 0 | 2 | 16 | 9  | +7  |
| Basel              | 12  | 6 | 4 | 0 | 2 | 17 | 9  | +8  |
| Ludogorets Razgrad | 0   | 6 | 0 | 0 | 6 | 0  | 27 | -27 |

|                    | RMA | BAS | LIV | LUD |
| ------------------ | --- | --- | --- | --- |
| Real Madrid        | –   | 2–0 | 4–1 | 6–0 |
| Basel              | 3–2 | –   | 3–2 | 6–0 |
| Liverpool          | 3–2 | 3–0 | –   | 4–0 |
| Ludogorets Razgrad | 0–3 | 0–5 | 0–3 | –   |

### Grupo C
| Equipe           | Pts | J | V | E | D | GP | GC | SG |
| ---------------- | --- | - | - | - | - | -- | -- | -- |
| Benfica          | 13  | 6 | 4 | 1 | 1 | 12 | 8  | +4 |
| Zenit            | 10  | 6 | 3 | 1 | 2 | 12 | 9  | +3 |
| Bayer Leverkusen | 6   | 6 | 2 | 0 | 4 | 12 | 14 | -2 |
| Monaco           | 6   | 6 | 2 | 0 | 4 | 7  | 12 | -5 |

|                  | BEN | ZEN | LEV | MON |
| ---------------- | --- | --- | --- | --- |
| Benfica          | –   | 0–0 | 4–1 | 3–0 |
| Zenit            | 5–1 | –   | 0–3 | 0–3 |
| Bayer Leverkusen | 2–3 | 1–4 | –   | 4–0 |
| Monaco           | 0–1 | 1–3 | 3–1 | –   |